# اينار يندكفيست
اينار يندكفيست (بالسويدية: Einar Lindqvist)‏ هو لاعب هوكي الجليد سويدي، ولد في 31 مايو 1895 في أوبسالا في السويد، وتوفي بنفس المكان في 26 أبريل 1972.

## وصلات خارجية
- اينار يندكفيست على موقع EliteProspects.com (الإنجليزية)
- اينار يندكفيست على موقع Eurohockey.com (الإنجليزية)
- اينار يندكفيست على موقع أوليمبيديا (الإنجليزية)
- اينار يندكفيست على موقع اللجنة الأولمبية السويدية (السويدية)